# Bernard Carton
Pour les articles homonymes, voir Carton.
Bernard Carton, né le 14 janvier 1948 à Roubaix et mort le 12 mai 2022 à Lannoy, est un homme politique français, membre du Parti socialiste.
Conseiller municipal de Roubaix de 1971 à 2008, parallèlement conseiller général du canton de Roubaix-Est de 1979 à 2011, il représente la septième circonscription du Nord à l'Assemblée nationale de 1988 à 1993.

## Biographie

### Jeunesse et formation
Né le 14 janvier 1948 à Roubaix, dans le Nord, Bernard Carton suit des études en sciences économiques à Lille puis entre à l'Institut d'études politiques de Paris. Il est licencié en sciences économiques et sciences politiques. 

### Parcours politique
- Député du Nord de 1988 à 1993 (septième circonscription du Nord)[1]
- Adjoint au Maire de Roubaix de 1977 à 1983[2]
- Vice-président du conseil général du Nord[2]
- Premier secrétaire de la section socialiste de Roubaix[2]
- Président de la Société d'aménagement et d'études du Nord (SAEN)[2]
- Candidat socialiste aux élections municipales de Roubaix en 1989

### Fin de vie et mort
À partir de 2007, il est atteint de la maladie d'Alzheimer. Il meurt le 12 mai 2022 à Lannoy.

## Décorations
- Chevalier de la Légion d'honneur (2000)[5]